# بیلی برمنر
بیلی برمنر (انگلیسی: Billy Bremner; ۹ دسامبر ۱۹۴۲ – ۷ دسامبر ۱۹۹۷) بازیکن فوتبال اهل اسکاتلند بود.

## باشگاهی
از باشگاه‌هایی که در آن بازی کرده‌است می‌توان به باشگاه فوتبال هال سیتی، باشگاه فوتبال لیدز یونایتد، و باشگاه فوتبال دونکستر راورز اشاره کرد.

## تیم ملی
وی همچنین در تیم‌های ملی فوتبال Scotland Schoolboys و Scotland XI Scotland U23 و اسکاتلند بازی کرده‌است.